# Ананино (Торопецкий район)
Ананино — деревня в Торопецком районе Тверской области России. Входит в состав Речанского сельского поселения.

## География
Деревня расположена в пределах Восточно-Европейской равнины, в западной части области, на юго-востоке района, в 800 метрах на северо-восток к озеру Яблонец, к 2 км на север к озеру Сельское и деревне Хворостьево, к 3 км на восток к озёрам Устенец, Исовец, деревне Гольяново.
Климат
Деревня, как и весь район, относится к умеренному поясу северного полушария и находится в области переходного климата от океанического к материковому. Лето с температурным режимом +15…+20 °С (днём +20…+25 °С), зима умеренно-морозная −10…-15 °С; при вторжении арктического воздуха до −30…-40 °С.
Среднегодовая скорость ветра 3,5-4,2 метра в секунду.

## История
Деревня входит в муниципальное образование «Речанское сельское поселение» согласно Закону Тверской области от 17 апреля 2006 года.

## Население
| 2002 | 2010 |
| ---- | ---- |
| 18   | ↘12  |

национальный состав
Согласно результатам переписи 2002 года, в национальной структуре населения русские составляли 100 % от 18 жителей.

## Инфраструктура
Личное подсобное хозяйство.

## Транспорт
Просёлочная дорога из деревни Хворостьево и далее к Гольяново.